# Бартодзєє (Лодзинське воєводство)
Бартодзєє (пол. Bartodzieje) — село в Польщі, у гміні Масловиці Радомщанського повіту Лодзинського воєводства.
Населення — 175 осіб (2011).
У 1975-1998 роках село належало до Пйотрковського воєводства.

## Демографія
Демографічна структура станом на 31 березня 2011 року:
|          | Загалом | Допрацездатний вік | Працездатний вік | Постпрацездатний вік |
| -------- | ------- | ------------------ | ---------------- | -------------------- |
| Чоловіки | 83      | 11                 | 56               | 16                   |
| Жінки    | 92      | 14                 | 41               | 37                   |
| Разом    | 175     | 25                 | 97               | 53                   |